# 広島高等師範学校
| 広島高等師範学校 （広島高師） | 広島高等師範学校 （広島高師） |
| ----------------------------- | ----------------------------- |
| 創立                          | 1902年                        |
| 所在地                        | 広島市                        |
| 初代校長                      | 北条時敬                      |
| 廃止                          | 1952年                        |
| 後身校                        | 広島大学                      |
| 同窓会                        | 尚志会                        |

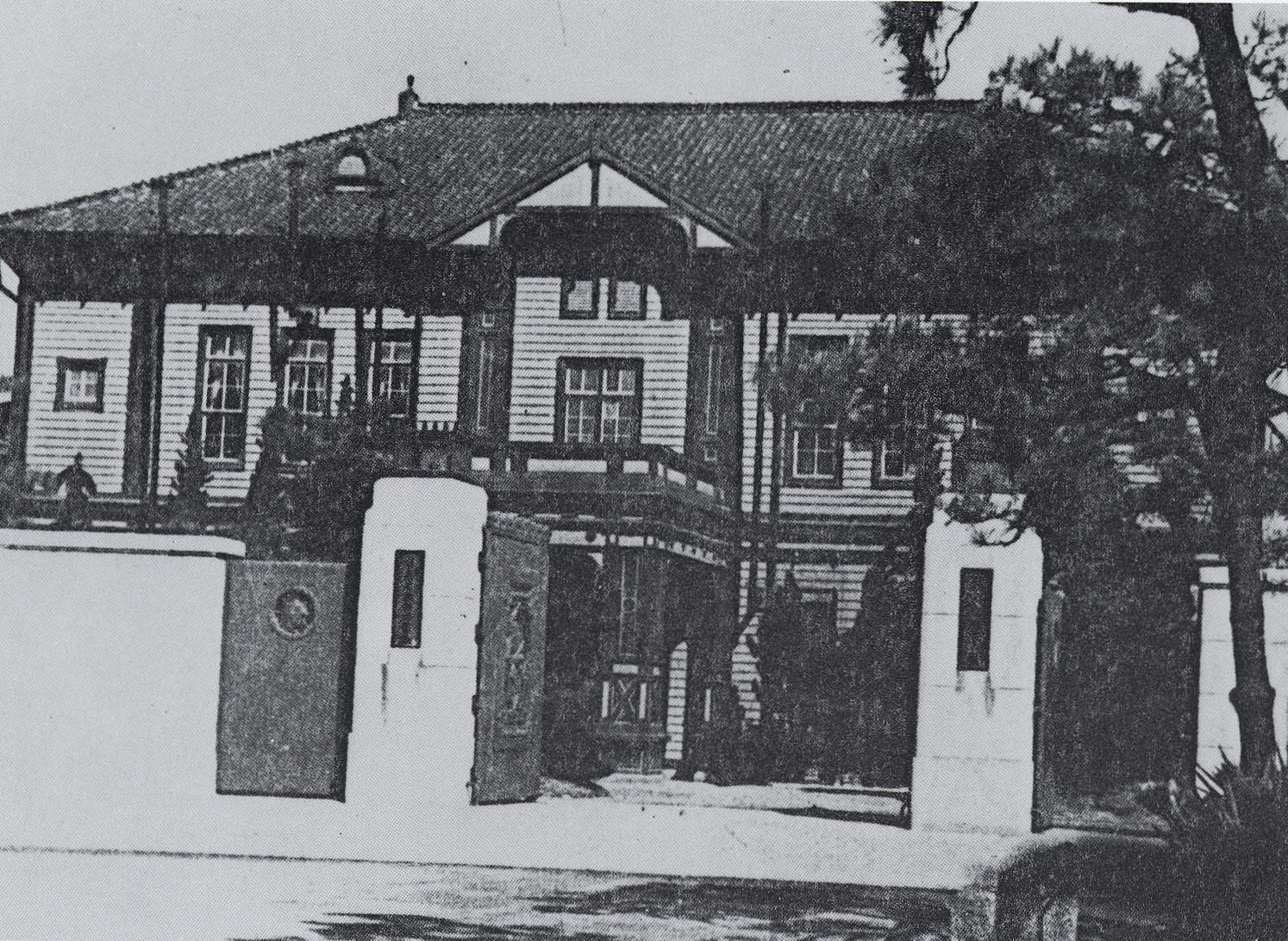
広島高等師範学校本館 / 現在の広島大学東千田キャンパスの電車通り（千田通り）に面する位置に立地していた。木造のため原爆によって壊滅した。

広島高等師範学校（ひろしまこうとうしはんがっこう）は、1902年（明治35年）4月に広島県広島市に設置された、官立の中等学校男子教員養成機関。略称は「広島高師（ひろしまこうし）」。

## 概要
東京高等師範学校（東京教育大学→筑波大学の前身）に続く第2の高等師範学校（女高師は除く）として設立され、文科・理科が設置された。また1920年（大正9年）に広島高等工業学校が設立されるまで広島県下では唯一の高等教育機関であった。「教育の西の総本山」と称され、東京高師とならんで日本の教育界をリードする存在であった。長田新を始めとしてペスタロッチ教育学研究の一大拠点として知られた。附属学校として中学校・小学校が設置された。
後に専攻科を改組して広島文理科大学が設立されるとその附置校となった。徳育専攻科の卒業生に関しては、高等師範学校専攻科卒業者の称号に関する件（1930年（昭和5年）3月6日勅令第36号）によって、文学士の称号（学位ではない）が与えられていた。日本国内で文学士の称号が与えられていたのは東京高等師範学校と広島高等師範学校のみであった。
1949年（昭和24年）に広島大学が設置されるにあたって教育学部の構成母体となった。また附属中・小学校は広島大学附属中学校・高等学校および小学校にそれぞれ改称・改編され、現在に至っている。卒業生により同窓会として尚志会が結成されている（旧制学校時代から続く広島大学文学部・教育学部・理学部の同窓会でもある）。

## 沿革

### 広島高等師範学校
- 1902年（明治35年）
  - 4月1日 - 勅令第98号により設立。修業年限は本科3年、予科1年。
  - 9月11日 - 予科生徒の第1回入学式を挙行。
- 1903年（明治36年）10月17日 - 開校式を挙行。この日を「開校記念日」とする。
- 1905年（明治38年）
  - 4月17日 - 附属中学校および附属小学校を開校。
  - 8月 - 博物学会会誌を創刊。
  - 9月30日 -「教育研究会」発会式および第1回大会を開催。
- 1906年（明治39年）
  - 3月30日 - 第1回卒業式を挙行。
  - 7月19日 - 最初の満韓修学旅行。
- 1907年（明治40年）
  - 1月20日 - 丁未音楽会発会式および第1回演奏会を開催。
  - 3月 - 伊勢大廟参拝・宮城拝観を目的とする本科第3学年の修学旅行を創始。
  - 6月 - 数物化学会会誌を創刊。
  - 10月17日 - 第1回体操科演習大会を開催。
  - 11月1日 - 教科目研究会を設立。
- 1908年（明治41年）
  - 1月6日 - 尚志同窓会の発会式を挙行。
  - 2月15日 - 英語学会会誌『ラウンド・テーブル』を創刊。
  - 3月 - 国語漢文学会会誌を創刊。校歌を選定。
  - 4月1日 - 図書館の公開を開始。
- 1910年（明治43年）12月 - 地理歴史学会会誌を創刊。
- 1912年（大正元年）11月23日 - 広電宇品線の開業にともない最寄り駅として「高等師範前停留場」が設置。
- 1914年（大正3年）1月1日 - 教育研究会の月刊誌『学校教育』を創刊。（戦時下の1941年（昭和16年）6月に廃刊となり、第二次世界大戦後に復刊した。）
- 1915年（大正4年）
  - 2月22日 - 高等師範学校規定中改正により予科・本科制を廃止。文科・理科ならびに特科として教育科を設置。
  - 2月27日 - 本校規則の改正により、特科「教育科」新設のほか学校の目的に「普通教育の方法の研究」を加え、各部専門教科の研究深化のための精究科目制を創始。
  - 10月11日 - 北条初代校長記念のため、尚志同窓会の建設した永懐閣が本校に寄附され、11月1日附属教育博物館として開館。
- 1917年（大正6年）1月 - 教育科の部会として教育学会が発足。
- 1918年（大正7年）5月3日 -「徳育専攻科」を設置。
- 1919年（大正8年）- 大学昇格運動が開始。新校歌を制定。
- 1920年（大正9年）
  - 2月17日 - 教育博物館内に「ペスタロッチ室」を設置。
  - 5月31日 - 生徒定員を700名に増員。
  - 7月13日 - 本校規則を改正し文科第三部を甲類・乙類に分け、理科第一部の主要科目を数学のみとする。
  - 10月23日：体操科演習大会を体育大会と改称し挙行。
- 1921年（大正10年）
  - 2月17日 - ペスタロッチに関する講演会・展覧会を開催。以降「ペスタロッチの夕」として恒例行事となる。
  - 6月22日 - 生徒募集方法を薦挙制より選抜試験制に改める。
- 1922年（大正11年）4月10日 - 本校内に「第2臨時教員養成所」を附設（1933年（昭和8年）3月末廃止）。
- 1926年（大正15年）
  - 3月31日 - 外国人の入学志望者のため「特設予科」設置。
  - 9月28日 - 文部省主催成人教育講座を開催。
- 1927年（昭和2年）10月17日 - 創立25周年記念式挙行。

### 広島文理科大学附置広島高等師範学校
- 1929年（昭和4年）
  - 4月1日 - 官立[1]文理科大学の官制が公布され、広島文理科大学の附置校となる。
  - 6月1日 - 尚志同窓会が社団法人化。
- 1930年（昭和5年）3月6日 - 勅令第36号により、徳育専攻科卒業生に文学士の称号を授与。
- 1931年（昭和6年）
  - 4月1日 - 理科第三部に農学を加える。
  - 8月12日 - 学生生徒大会が開催され、文部省の文理科大学・高等師範学校廃止案（不況による歳出削減のため）への絶対反対を決議。以後全国運動を展開。
  - 10月17日 - 尚志同窓会を「尚志会」と改称。
- 1932年（昭和7年）
  - 2月5日 - 第3学年修了者に対する文理科大学への連絡入学制度が始まる。
  - 5月17日 - 文理科各部の教育科に公民科を、理科第二部・第三部に一般理科を加える。
- 1934年（昭和9年）6月 - 武部欽一（文部省普通学務局長）校長就任に伴う文部省と文理大・高師の紛争。武部校長は在任数日で辞職に追い込まれる。
- 1935年（昭和10年）6月 - 大学高師満蒙研究会を創立。
- 1938年（昭和13年）4月26日 - 支那語（中国語）課外講義を開始。
- 1939年（昭和14年）
  - 3月30日 - 文科の随意科目として支那語を加え、理科第三部に農学を主要科目として加える。
  - 12月7日 - 東洋史学研究室に「大陸研究室」を附設。
- 1941年（昭和16年）
  - 4月1日 - 文科第一部乙類（支那語必修）を新設、また理科系学生増募のため定員を1070名に増員。
  - 12月27日 - 在学修業年限3カ月短縮の措置により卒業式を挙行。
- 1942年（昭和17年）9月23日 - 修業年限6カ月短縮措置により卒業式を挙行。
- 1944年（昭和19年）
  - 2月 - 高師学生に対する徴兵猶予を撤廃。学徒出陣が開始。
  - 3月 - 教育科を廃止。
  - 4月 - 南方特別留学生受け入れのため、特設興南科を設置。（留学生は翌年の第2期生と併せ合計10名が入学し、受け入れ拠点校の一つであった。）
  - 9月 -「特設広島男子中等教員養成所」設置。
- 1945年（昭和20年）8月6日 - 原爆により木造校舎が全壊。
- 1946年（昭和21年）2月12日 - 疎開先の賀茂郡乃美尾村にて授業を再開。
- 1947年（昭和22年）
  - 2月14日 - 学園における新学制の具体化のため、文理科大学と共同の学制審議会を設置。
  - 7月 - 従来の部制に代わり文理2学部12学科（社会・歴史・地理・国語・漢文・英語・独逸語・数学・物理・化学・地学・生物）とし、教科課程を単位制とする。
- 1948年（昭和23年）3月 - 出汐校地への復帰完了。
- 1949年（昭和24年）5月31日 - 国立学校設置法の公布によって設置された広島大学に包括され、「広島大学広島高等師範学校」と改称。
- 1952年（昭和27年）3月31日 - 全生徒の卒業とともに廃校。

### 附属中学校・小学校
- 1905年（明治38年）
  - 3月28日 - 附属学校を設置。
  - 4月17日 - 附属中学校（旧制中学校）・小学校を開校。翌日に授業を開始。
  - 9月25日 - 教育実習生による実地授業を創始。1908年（明治41年）以降恒例となる。
- 1906年（明治39年）
  - 3月30日 - 附属小学校の第1回卒業式を挙行。
  - 7月21日 - 附属中・小の臨海教育を創始。
- 1911年（明治44年）4月8日 - 附属小第一部尋常科卒業者の附属中入学（附属中・小11ヵ年教育の創始）。
- 1912年（明治45年）5月29日 - 附属中に「手工科」新設。
- 1918年（大正7年）9月1日 - 附属中卒業生による「アカシア会」発足。
- 1920年（大正9年）6月30日 - 附属中第一部を廃止し、附属小尋常小学科・高等小学科に分ける。
- 1927年（昭和2年）3月25日 - 附属小尋常科を第一部・第二部に分ける。
- 1928年（昭和3年）9月14日 - 附属小に「実業科」新設。
- 1941年（昭和16年）4月1日 - 国民学校令により、附属小を附属国民学校と改称。
- 1944年（昭和19年）4月 - 附属中に科学特別教育学級を設置。
- 1945年（昭和20年）
  - 8月6日 - 原爆により校舎壊滅。
  - 11月 - 賀茂郡原村で附属中、豊田郡大乗村で附属国民学校の授業再開。
- 1946年（昭和21年）5月 - 附属国民学校が東千田町の原校地に復帰。
- 1947年（昭和22年）
  - 1月 - 附属中が原校地に復帰。
  - 4月1日 - 学制改革により、附属中を附属中学校・高等学校、附属国民学校を附属小学校に改編改称。

### 臨時教員養成所
- 1922年（大正11年）4月10日：本校内に第二臨時教員養成所を附設。英語科・物理化学科・博物科を設置。
- 1923年（大正12年）4月5日 - 国語漢文科・歴史地理科・数学科を増設。
- 1924年（大正13年）3月25日 - 第1回卒業式を挙行。
- 1926年（大正15年）
  - 5月3日 - 修業年限を3ヵ年とする。
  - 11月1日 - 文部省主催による卒業者講習会（英語科）を創始。
- 1930年（昭和5年）4月1日 - 図画手工科を新設。
- 1933年（昭和8年）3月31日 - 廃止。

## 歴代校長
広島高等師範学校長

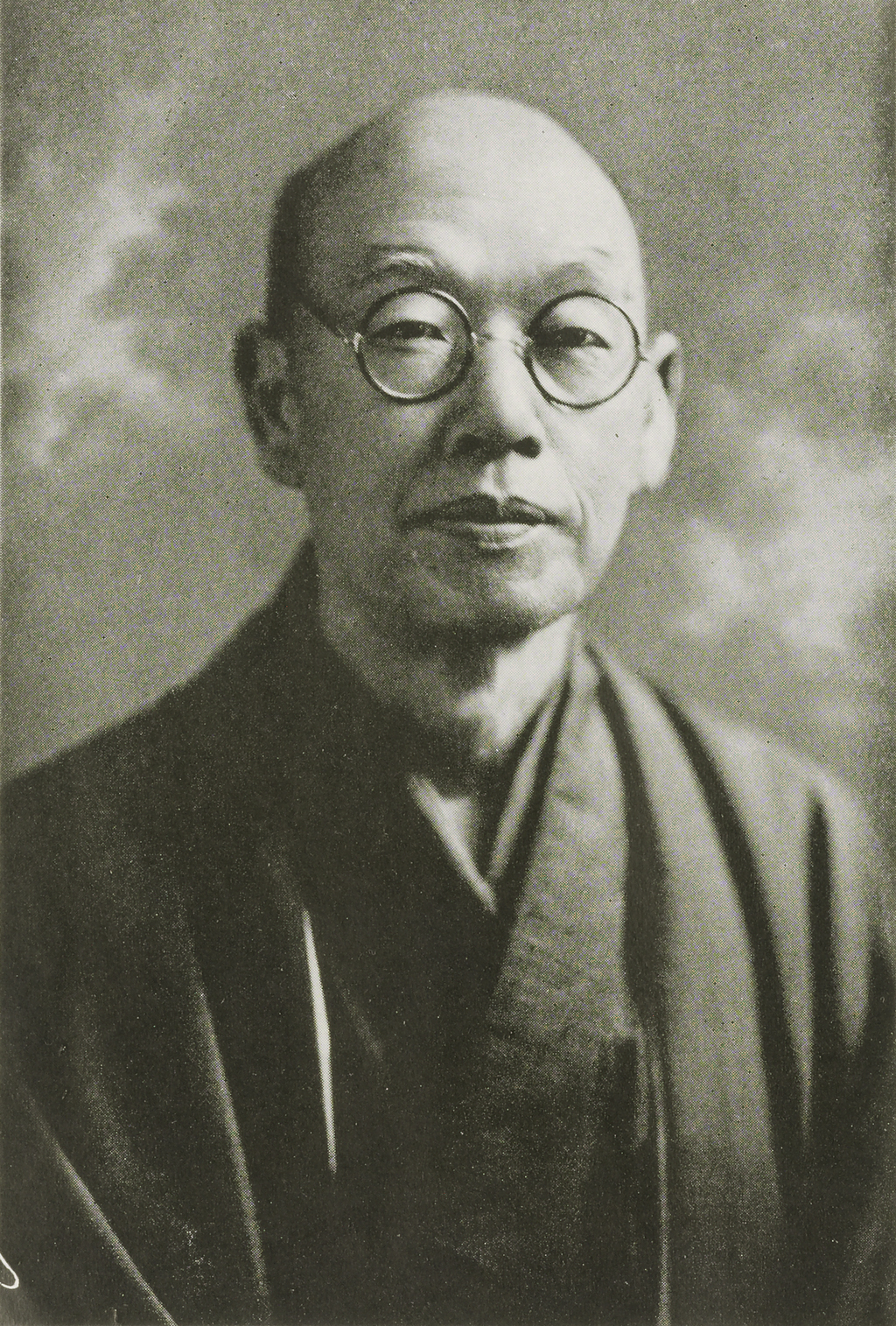
初代校長・北条時敬

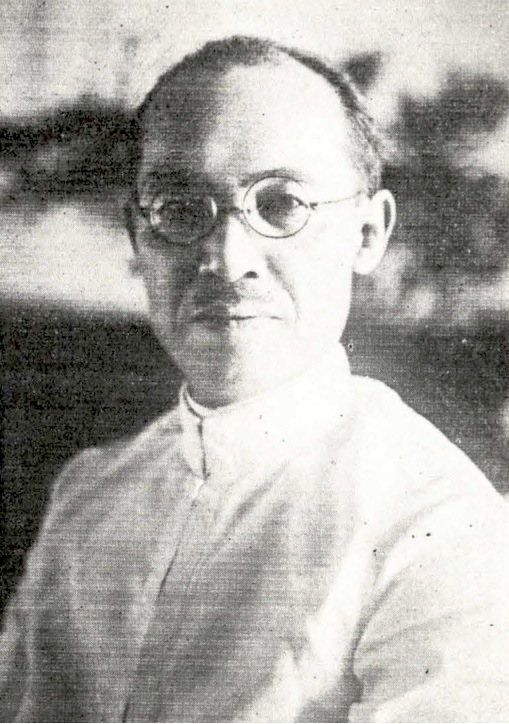
第2代・幣原坦

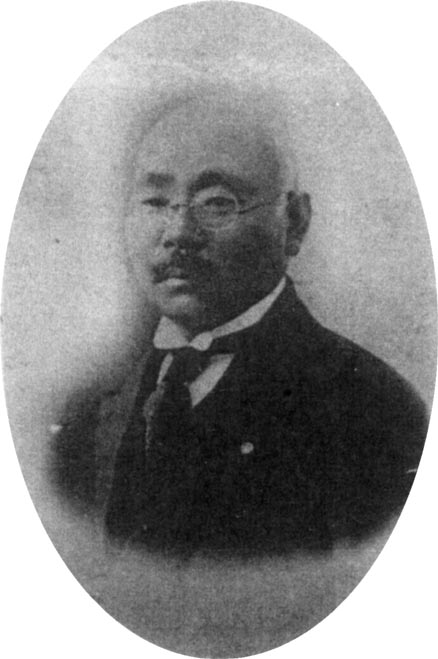
第3代・吉田賢龍 / 広島文理大初代学長を兼任

- 初代：北条時敬（1902年（明治35年）5月12日 - 1913年（大正2年）5月9日までの11年間）
前職 - 第四高等学校長兼教授
退任後 - 東北帝国大学総長
- 【事務取扱】文部省普通学務局長・澤柳政太郎（1902年（大正2年）4月4日 - 5月12日までの1ヵ月間）。
- 第2代：幣原坦（1913年（大正2年）5月15日 - 1920年（大正9年）4月28日までの7年間）
前職 - 文部省視学官兼東京帝国大学教授
退任後 - 文部省図書局長
- 第3代 - 吉田賢龍（1920年（大正9年）4月28日 - 1934年（昭和9年）6月8日までの14年間）
前職 - 第七高等学校造士館校長
1929年（昭和4年）4月1日に広島文理科大学長兼教授となり、以後同学長が校長を兼任。
退任後 - 退官により退任。
- 第4代：武部欽一（1934年（昭和9年）6月8日 - 6月12日までの5日間）
前職 - 文部省普通学務局長
退任理由 - 学校内外の動向に鑑み数日間で退任
- 【事務取扱】：文理科大学教授・乾環（1934年（昭和9年）6月12日 - 8月22日までの2ヵ月間）
- 第5代：塚原政次（1934年（昭和9年）8月22日 - 1945年（昭和20年）6月13日までの11年間）
前職 - 東京高等学校長
退任後 - 退官により退任。
- 第6代：近藤寿治（1945年（昭和20年）6月13日 - 1945年（昭和20年）12月26日までの6ヵ月間）
前職 - 文部省教学局長兼教学錬成所長
- 第7代：長田新（1945年（昭和20年）12月26日 - 1949年（昭和24年）6月30日までの3年半）
前職 - 文理科大学教授より昇任
兼任 - 同教授職
- 【事務取扱】：女子高等師範学校長・桜井役（1949年（昭和24年）6月30日 - 7月31日までの1ヵ月間）
- 第8代（最終）：桜井役（1949年（昭和24年）7月31日 - ）
広島大学学長事務取扱および教育学部長・女子高等師範学校長と兼任。

附属中学校主事
- 長谷川乙彦（高等師範学校教授、1905年（明治38年）4月1日就任）
- 三沢糾（1914年（大正3年）3月4日就任）
- 塚原政次（1915年（大正4年）3月29日就任）
- 長谷川乙彦（1916年（大正5年）7月19日就任）
- 津山三郎（1925年（大正15年）5月25日就任）
- 津山三郎（1929年（昭和4年）4月1日再任）
- 勝部謙造（1936年（昭和11年）3月31日就任）
- 河野通匡（高等師範学校教授、1938年（昭和13年）3月31日就任）
- 鎌塚扶（高等師範学校教授、1947年（昭和22年）2月6日就任）

附属小学校主事（1941年（昭和16年）4月1日以降は附属国民学校主事）
- 広瀬為四郎（高等師範学校教授、1905年（明治38年）4月1日就任）
- 佐藤熊治郎（1912年（明治45年）4月12日就任）
- 守内喜一郎（1929年（昭和4年）4月1日就任）
- 森岡文策（高等師範学校教授、1943年（昭和18年）4月1日就任）

## 著名な出身者
- 志喜屋孝信 - 1908年（明治41年）卒 / 沖縄民政府知事、その後琉球大学初代学長。
- 西村真琴 - 1908年（明治41年）卒 / 北海道帝国大学名誉教授・ロボット学者・植物学者。
- 尾形輝太郎 - 1914年（大正3年）卒 / 化学者、理化学研究所名誉研究員。帝国学士院賞受賞。
- 荒木俊馬 - 1919年（大正8年）卒 / 天文学者、京都大学名誉教授、京都産業大学初代総長。
- 森信三 - 1923年（大正12年）卒 / 哲学者、建国大学教授、神戸大学教育学部教授、神戸海星女子学院大学教授。
- 長野正義 - 1924年（大正13年）卒 / 横須賀市市長
- 稲富栄次郎 - 1924年（大正13年）卒 / 教育哲学者。上智大学名誉教授、元教育哲学会会長
- 皇至道 - 1925年（大正14年）卒 / 教育者。広島大学第2代学長。
- 佐藤井岐雄 - 1926年（大正15年）卒 / 生物学者。文理大助教授在任中に被爆死。
- 蓮田善明 - 1927年（昭和2年）卒 / ロマン派系の国文学者。陸軍中尉として敗戦時にマレー半島で自決。三島由紀夫の精神上の師。
- 屋良朝苗 - 1930年（昭和5年）卒 / 沖縄本土復帰後の初代県知事・祖国復帰運動の先頭に立ち、「祖国復帰の象徴」と呼ばれた。
- 福永光司 - 1940年（昭和15年）卒 / 中国哲学、京都大学名誉教授、元人文科学研究所所長。
- 谷口澄夫 - 1940年（昭和15年）卒 / 原爆投下翌日に入市。入市被爆者。日本近世史学者、岡山大学名誉教授、元岡山大学、兵庫教育大学、倉敷芸術科学大学、就実女子大学学長。
- 舩山謙次 - 1943年（昭和18年）卒 / 元北海道教育大学学長。
- 加計勉 - 1943年（昭和18年）卒 / 加計学園、順正学園創立者・現グループ名誉総長
- 菊地勘左ェ門 / 動物学者
- 川村智治郎 / 動物学者。広島大学第3代学長。
- 宇田新太郎 - 八木・宇田アンテナの開発者、東北大学名誉教授。
- 長田新 - 教育学者、広島文理大学長・広島高師校長、ペスタロッチー教育学を研究し、少年少女たちの原爆体験記『原爆の子』を編集。
- 小原國芳 - 玉川学園創設、玉川大学第2代学長。
- 西治辰雄 - 1946年（昭和21年）卒 / 統計学者。関西学院大学第9代学長。
- 畠山武史 - 教育学者、学校法人四国高松学園名誉理事長、元高松短期大学教授
- 梶山季之 - 作家
- 黒木正憲 - 東京出版を創設、「大学への数学」を50年にわたり出版。
- 寺西忠成 - 1950 - 1960年代に活躍したサッカー選手、指導者（広高師）
- 三尾良次郎 - 歴史家。日向市初代市長（広島高等師範卒）
- 森滝市郎 - 倫理学者、広島大学名誉教授、原水爆禁止運動に尽力。
- 横松宗 - 中国思想・教育学、元八幡大学学長（現九州国際大学）。
- 若杉慧 - 作家
- 若山彰 - 歌手
- 曻地三郎 - 教育者、福岡教育大学名誉教授、知的障害児通園施設「しいのみ学園」創立者、「公共交通機関を利用して世界一周をした最高齢者」のギネス世界記録保持者
- 石橋岱城 - 宗教家、浄土真宗本願寺派第22世法主鏡如（大谷光瑞）の秘書として内モンゴル・ハイラル（満州）に西本願寺末寺を開設。「光瑞の懐刀」と呼ばれた。

## 校地の変遷と継承

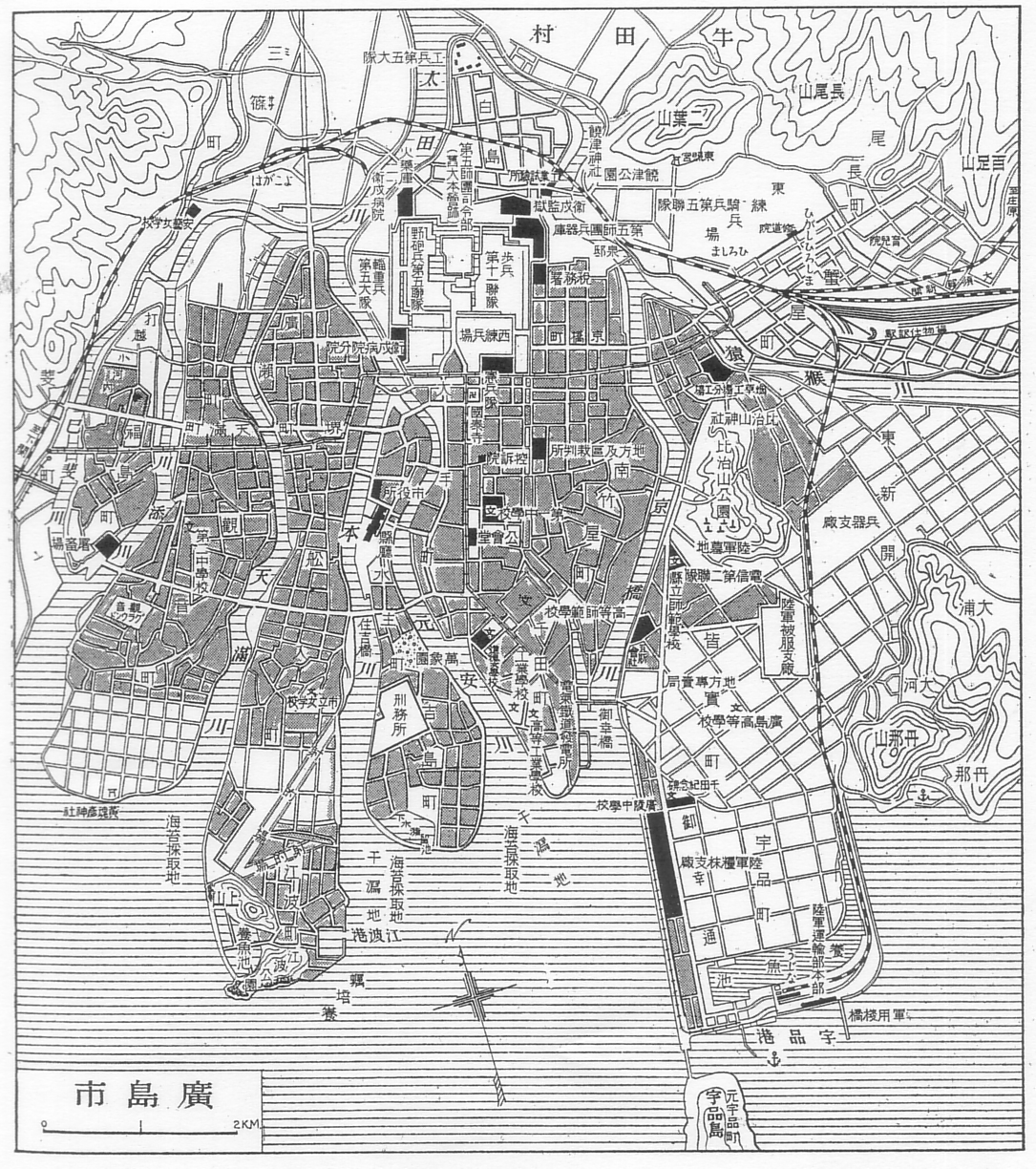
1930年頃の広島市地図 / 当時の（広島）高等師範学校（東千田町校舎）の所在地（隣接する文理大校舎の位置は示されていない）、および戦後、出汐町校舎が置かれた陸軍被服支廠の所在地が示されている。

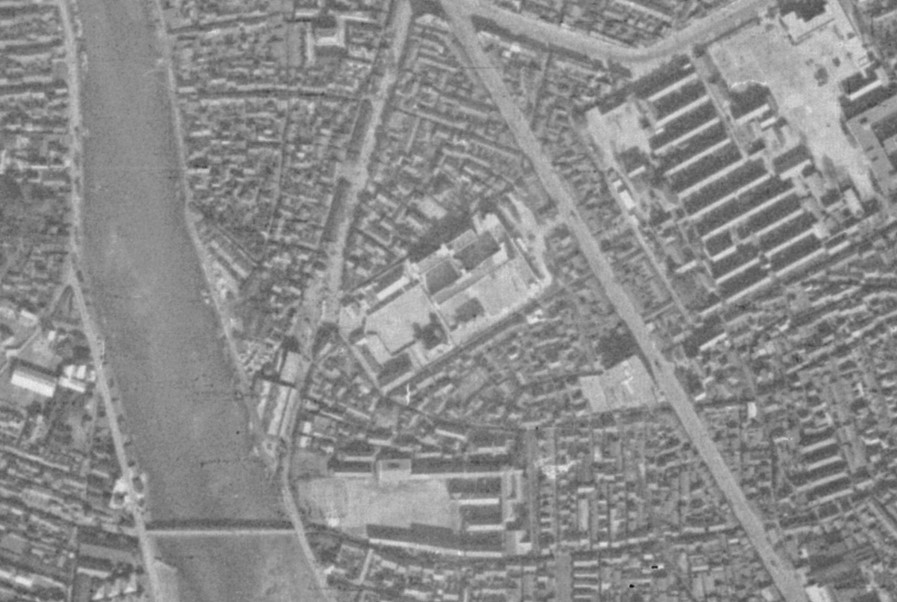
1939年の東千田町校地近辺の航空写真 / 画像右上、東西に細長く立ち並ぶ高師の木造校舎や、隅の方に竣工したばかりの鉤型の附属小校舎が見える（文理科大本館は見切れている）。なお、この時点では校地の北を走っている広島市道駅前吉島線が南大橋（左下）方面に向かって開通しておらず、南大橋の架橋位置も現在とは若干異なっている。画像中央、校地の西（左）側には広島赤十字病院が立地しており、南側には山中高女の校地が見える。

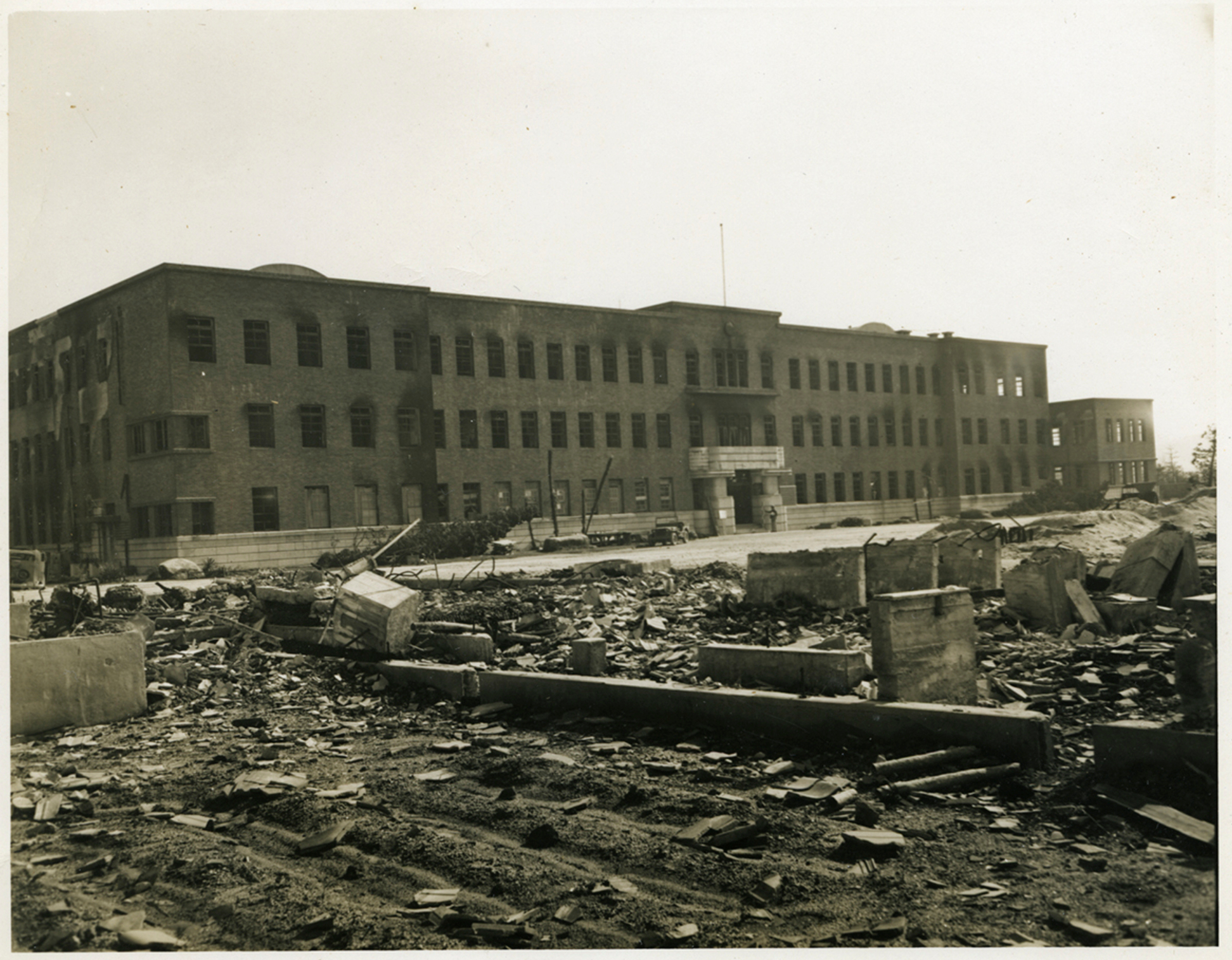
被爆後の東千田町校舎の残骸（1945年11月） / 一部を除き木造であった校舎は原爆により壊滅した。奥の建物は広島文理大本館。

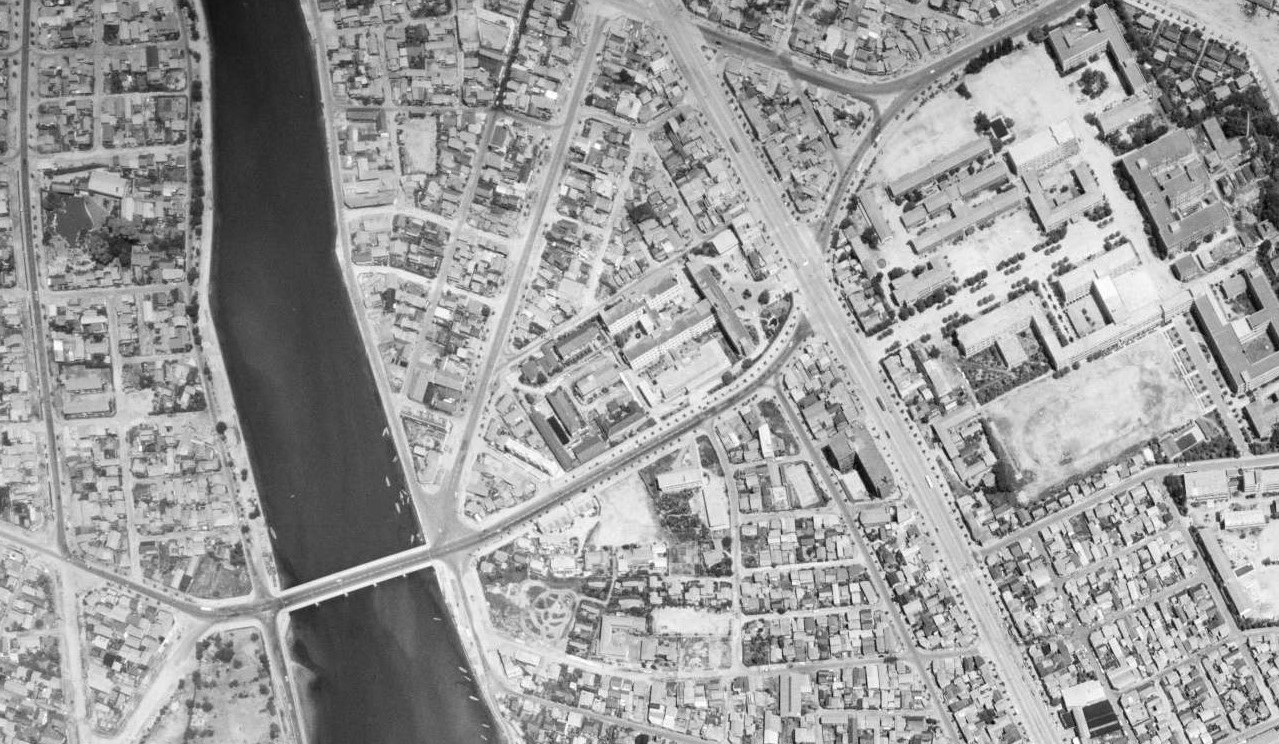
1962年の東千田キャンパス近辺の航空写真 / 戦後の再開発で中央に「森戸道路」が敷設され、左右にフェニックスの並木が植樹されているほか、戦前以来の施設では附属小校舎のみが存続しているのが確認できる。また市道駅前吉島線が開通した結果、若干キャンパスの北西角が削られているのがわかる。

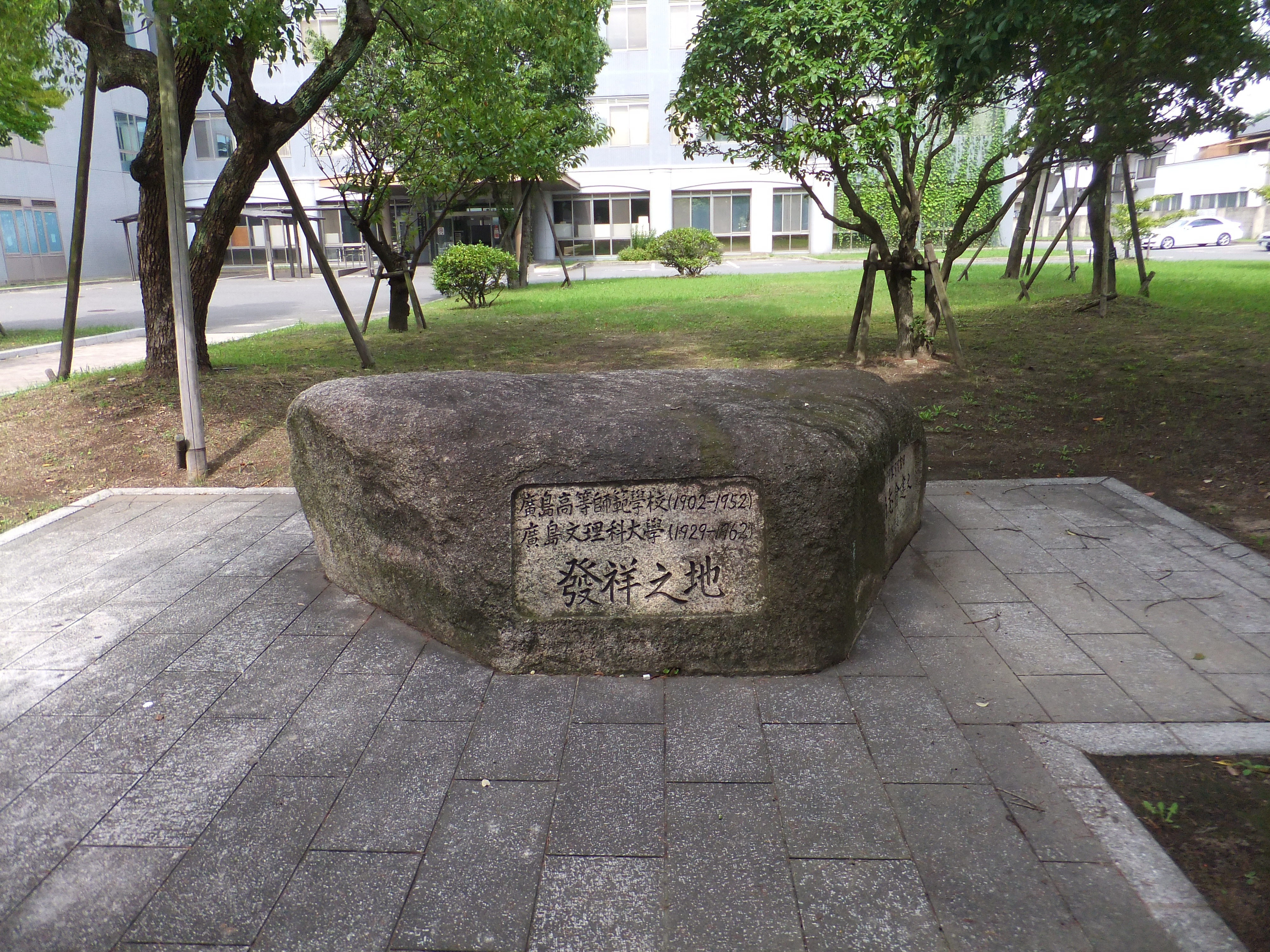
かつての校地である広島大学東千田キャンパス内に立つ「廣島高等師範學校・廣島文理科大學校發祥之地」碑

### 東千田校地の成立から原爆による一時疎開・復帰まで
開校当初の校地（附属学校を含む）は広島市大字国泰寺村（現在の同市中区東千田町）であり、同じ校地内に隣接する広島文理科大学本館の築造（1931年 - 1933年）を経て、基本的には新制移行まで継承された。
しかし1945年8月の原爆被災による校舎全壊・全焼にともない、高師本校は広島県賀茂郡乃美尾村（現・東広島市）の旧海軍衛生学校（乃美尾校舎）、附属中学校は広島県賀茂郡原村（現・東広島市）の旧陸軍南部廠舎、附属国民学校（小学校）は豊田郡大乗村（現・竹原市）の文理科大学臨海教育場にそれぞれ疎開し授業を再開した。1947年（昭和22年）8月に乃美尾仮校舎が火災で焼失したことで、同年10月には高師本校は広島市内出汐町の旧陸軍被服支廠において一部の授業を行うようになり、翌1948年（昭和23年）3月には出汐町校舎に統合された。校舎がRC造であったため比較的物的被害が小さかった（後出）附属小（国民学校）は、1946年（昭和21年）5月に東千田町の原校地に最も早く復帰、附属中は賀茂郡西条町吉土実小学校への一時移転（1946年（昭和21年）3月）を経て同様に東千田町校地に復帰した。

### 新制広島大学への継承とキャンパスの再開発
東千田町校地は新制広島大学に継承され、大学本部ならびに政経学部・文学部・理学部・教育学部が設置された。この際、校地の全面的な再開発が行われ、かつて高師の校舎が立地していた区域を横断し正門から理学部本館（旧・広島文理科大学本館）に至る通称「森戸道路」がキャンパスの中央通りとして建設され、左右にフェニックスの並木が植えられ、この通りに沿って各学部の新校舎が建設された。この結果、焼け残った附属小校舎（およびかつての文理大本館であった理学部1号館）を除いてキャンパスの様相は一新され、かつての高師時代の校地の面影はなくなった。これに加え1961年にはキャンパスの北側を通り若干カーブして南大橋に抜ける広島市道駅前吉島線が開通したため、キャンパスの一部が削られ道路用地に転用された。
1964年の校地交換によって、皆実町の旧広島高等学校校地から教養部（のち総合科学部）が東千田キャンパスに移転し、代わりに東千田町の附属小学校・中学校・高等学校は皆実校地に移転した。この結果、鉄筋建ての旧・附属小校舎が理学部の校舎に転用されたほか、敗戦直後に急造された木造の旧附属中・高校校舎は、一部が広大のサークル棟および生協・学生食堂など学生厚生施設として1995年（平成7年）の法・経済学部移転完了まで利用された。

### 広大キャンパス全面移転から現在まで
その後、かつての本部キャンパス（東千田町校地）は、ごく一部が広島大学の「東千田キャンパス」として専門職大学院、学部の夜間主コース、放送大学のための施設に転用された以外はキャンパスとしては廃止され、前記の旧理学部1号館を除きすべての施設は解体・撤去された。その跡地は1997年以降「東千田公園」として整備（広島大学東千田キャンパスを参照のこと）され、かつて高師が校地として使用していた区域にはひろしまガーデンガーデンノースタワー・同サウスタワー・アーバス東千田などが立地している（2014年現在）。
東千田キャンパス内には尚志会により「廣島高等師範學校・廣島文理科大學校發祥之地」碑が建立（1979年8月）されている。旧・出汐町校舎の現状については広島陸軍被服支廠の現状を参照されたい。

### 附属小学校校舎
新制移行時の附属小学校校舎は、1938年3月、東千田校地内に竣工したRC造3階建ての建造物で、当時の高師の施設としては数少ない非木造の建物であった（設計者・施工者は不明）。原爆被災時には爆心地から1.3㎞の位置にあって直後に爆風で窓枠が曲がるなどの被害を受けたが、建物自体に大きな損壊はなく外形も保たれていた。ところが、大破全壊した周囲の木造校舎から火の手が上がり風にあおられたため鉄筋コンクリートの校舎にも延焼し、焼夷弾攻撃に備え校舎内に収納されていた蔵書などに燃え移り数日後まで火災が続いた。
戦後の応急修理を経て1946年5月には附属小学校がこの校舎に復帰し、新学制の施行に伴って広島大学教育学部附属小学校となったが、1964年、同校が翠町の広大附属中・高校の校地（皆実校地）へ統合移転されると、代わって広大理学部が教室・研究室として使用した。しかしこの校舎は1991年9月に理学部が東広島キャンパスに移転したのち、1996年3月に解体された。

## 原爆による被害
1945年（昭和20年）8月6日の原爆投下により、爆心地より約1.3㎞の位置にあった広島高師および同附属中学校の校舎・寄宿舎などの木造2階建て建築は一瞬にして倒壊、その後の火災によってすべてを焼失した。唯一のRC造建築であった附属国民学校校舎も、先述の通りこの火災の延焼で内部は全焼し外形をとどめるのみという状態になった。
原爆被災時、広島高師は大部分の教職員が工場などに勤労動員されていたため、校内に残っていたのは、学校警備にあたる教職員・生徒、健康上の理由で勤労動員に出席できない者および外国人留学生と附属中学校の科学学級（四年）の生徒のみであった。原爆炸裂により原爆による死亡者は即死または数ヶ月以内に死亡した者だけで教職員が19名、高師生徒が19名、附中生徒が15名、附属国民学校児童が13名で、計66名であり、市内の教育機関の中でも比較的少なかったのは附属学校が集団疎開していたことや、大部分の人々の動員先が広島市中心部でなかったことによる。なお当時高師教授であった森滝市郎（戦後被団協理事長）は、動員先の市内江波の工場で負傷、右眼を失った。
新制広島大学移行後の1972年3月には広島大学原爆死没者慰霊行事委員会が発足して広島高師を含む広島大の旧制包括校の原爆犠牲者の慰霊事業が行われることとなり、その主要事業として1974年8月「広島大学原爆死没者追悼之碑」が建立された。この碑は広大本部が東広島キャンパスに移転したのちも東千田キャンパス内（先述の「発祥之地」碑の近く）に残され、大学関係者によって毎年慰霊式典が行われている。

## 参考・関連文献
- 広島文理科大学 『広島文理科大学・広島高等師範学校 創立四十年史』 1942年
- 広島大学二十五年史編集委員会 『広島大学二十五年史：包括校史』 広島大学、1977年
- 広島大学文書館（編） 『広島大学の五十年』 広島大学出版会、2013年　ISBN 9784903068084
- 海後宗臣（監修） 『日本近代教育史事典』平凡社、1971年
- 有元正雄ほか 『広島県の百年』 山川出版社、1983年 ISBN 4634273403
- 被爆建造物調査委員会（編） 『被爆50周年 ヒロシマの被爆建造物は語る - 未来への記憶』 広島平和記念資料館、1996年
- 山下和也・井手三千男・叶真幹 『ヒロシマをさがそう：原爆を見た建物』 西田書店、2006年　ISBN 488866434X
- 広島大学文書館（編） 『広島大学の五十年』 広島大学出版会、2013年　ISBN 9784903068084